# Marshfield (Massachusetts)
Marshfield es un pueblo ubicado en el condado de Plymouth en el estado estadounidense de Massachusetts. En el Censo de 2020 tenía una población de 25,825 habitantes y una densidad poblacional de 350.4 personas por km².

## Geografía
Marshfield se encuentra ubicado en las coordenadas 42°6′55″N 70°42′37″O / 42.11528, -70.71028. Según la Oficina del Censo de los Estados Unidos, Marshfield tiene una superficie total de 82.26 km², de la cual 74.13 km² corresponden a tierra firme y (9.89%) 8.14 km² es agua.

## Demografía
Según el censo de 2010, había 25.132 personas residiendo en Marshfield. La densidad de población era de 305,51 hab./km². De los 25.132 habitantes, Marshfield estaba compuesto por el 96.83% blancos, el 0.45% eran afroamericanos, el 0.15% eran amerindios, el 0.71% eran asiáticos, el 0.02% eran isleños del Pacífico, el 0.79% eran de otras razas y el 1.05% pertenecían a dos o más razas. Del total de la población el 1.25% eran hispanos o latinos de cualquier raza.